# الجلد الذي أعيش فيه (فلم)
الجلد الذي أعيش فيه، بالإنجليزية:(The Skin I Live In)، بالإسبانية:( La piel que habito) فيلم دراما إسباني تم عرضه لأول مرة في 19 مايو 2011 في مهرجان كان السينمائي وعرض في إسبانيا بتاريخ 2 سبتمبر 2011 فاز بجائزة أفضل فيلم أجنبي في حفل جوائز الأكاديمية البريطانية للأفلام.

## القصة
يحكي الفيلم قصّة الجراح العبقري الثري الذي يبتدع جلداً صناعياً بإمكانه تحمل ظروف قسرية مختلفة من الأضرار والحروق، ويقُوم بتجربته على المرأة الجميلة الغامضة التي تقطنُ منزله الفاره والتي تحمل المفتاح الذي يكشف سرّ هوس هذا الجراح

## وصلات خارجية
- مقالات تستعمل روابط فنية بلا صلة مع ويكي بيانات